# Valeriana bryophila
Valeriana bryophila är en kaprifolväxtart som beskrevs av F.R. Barrie. Valeriana bryophila ingår i släktet vänderötter, och familjen kaprifolväxter. Inga underarter finns listade i Catalogue of Life.